# Dzienniczek bólu
Dzienniczek bólu – metoda obserwacji bólu przewlekłego w procesie jego terapii. Uchodzi za najlepszą metodę w tym zakresie.
Metoda polega na sporządzaniu codziennych, regularnych zapisków, dokonywanych w określonych godzinach. Po dłuższym okresie można zanalizować zapisy zawarte w dzienniczku, co pozwala na dość ścisłe określenie w jakich godzinach ból jest najbardziej nasilony, a w jakich najsłabiej (lub nie występuje). Pozwala to z kolei na planowanie dogodnych pór aktywności pacjenta. Dzienniczek pozwala też odpowiedzieć na pytanie jakie czynniki łagodzą albo nasilają bóle, co jest krokiem do planowanie redukcji czynników niekorzystnych i rozwijania pożądanych. W pewnym zakresie pomaga też ocenić skuteczność oddziaływania przyjmowanych środków przeciwbólowych. 
Dzienniczek może mieć różne formy. Profesjonalnie pomagający, znający podopiecznego, może najlepiej ocenić i doradzić wybór konkretnej, najodpowiedniejszej formy dla danej osoby.
Prowadzenie dzienniczka ma też funkcję terapeutyczną – w dużym stopniu zapobiega ciągłym rozmowom o bólu, jakie podopieczny prowadzi z otoczeniem, redukuje stopień uskarżania się i bezproduktywnego użalania się nad sobą. Pacjent zaczyna podchodzić do bólu konkretnie i obiektywnie, zaczyna zdobywać nad nim kontrolę. Dzienniczek stanowi w jego rękach konstruktywne i efektywne narzędzie poznawania istoty bólu przewlekłego. 